# Moquin’s Marcetella
Moquin’s Marcetella (Marcetella moquiniana) ist eine auf den Kanarischen Inseln endemische Pflanzenart aus der Familie der Rosengewächse (Rosaceae).

## Merkmale
Moquin’s Marcetella ist ein zweihäusiger Strauch, der Wuchshöhen von 1 bis 4 Meter erreicht. An den oberen Ästen fällt die rote bis braune Färbung auf, weiters sind sie drüsenhaarig. Die Blätter sind gefiedert. Sie sind gehäuft zu den Enden der Zweige hin. Je Blatt sind 7 bis 14 Blättchen vorhanden. Die unscheinbaren Blüten sind in dünnen Ähren angeordnet. Die Ähren sind ungefähr halb so lang wie die Tragblätter. Die Früchtchen sind trocken und geflügelt.
Die Blütezeit reicht von März bis Dezember.

## Vorkommen
Die Art kommt auf den Kanareninseln Gomera, Teneriffa und Gran Canaria vor. Ihr Lebensraum sind sonnige Felsstandorte und Barrancos.

## Belege
- Ingrid und Peter Schönfelder: Kosmos-Atlas Mittelmeer- und Kanarenflora. Franckh-Kosmos Verlag, Stuttgart 1994, ISBN 3-440-06223-6, S. 68.